# Самат, Гульнара-Клара
Гульнара-Клара Самат (кирг. Гульнара-Клара Самат; род. 20 августа 1963, г. Таш-Кумыр, Ошская область, Киргизская ССР) — киргизский политик, дипломат. Чрезвычайный и полномочный посол Кыргызской Республики в Российской Федерации (2021—2024), депутат парламента Киргизии, первый проректор КРСУ кандидат политических наук. Государственный советника государственной гражданской службы Кыргызской Республики 3-го класса.

## Биография
С 1986 года учительствовала в родном городе. С 1987 года работала в комсомоле. Была инструктором идеологического отдела ЦК ЛКСМ Киргизии. Имеет диплом конфликтолога.
С 1995 года — на дипломатической работе, секретарь Посольства КР в Республике Беларусь, советник отдела международной безопасности главного управления международной безопасности стратегических и правовых проблем МИД Киргизии. С 2001 по апрель 2005 года работала консультантом Полномочного представителя Киргизии в Комиссии по экономическим вопросам при Экономическом совете СНГ.
В 2005—2006 годах занимала должность советника Посольства Киргизии в Российской Федерации.
В 2006 году была назначена пресс-секретарём президента Кыргызской Республики.
С 2006 по 2007 год — директор Международного института стратегических исследований при президенте Кыргызской Республики. Затем, работала председателем Центральной комиссии по выборам и проведению референдумов Киргизии.
В мае 2018 года избрана депутатом Жогорку Кенеша. Член парламентского комитета по аграрной политике, водным ресурсам, экологии и региональному развитию.
С 22 февраля 2021 по 27 мая 2024 года — чрезвычайный и полномочный посол Кыргызской Республики в Российской Федерации. По совместительству посол Киргизии в Армении. С 2025 года первый проректор КРСУ

## Награды и отличия
- Орден Дружбы (2 мая 2024 года, Россия) — за большой вклад в укрепление отношений союзничества и стратегического партнёрства между Российской Федерацией и Киргизской Республикой[3].
- Грамота Исполнительного комитета СНГ за большой вклад в развитие Содружества Независимых Государств.
- Благодарность Совета министров иностранных дел СНГ.
- Почётный гражданин села Ак-Дёбё, Бакай-Атинского района, Таласской области.